# Keppeki Danshi! Aoyama-kun
Keppeki Danshi! Aoyama-kun (潔癖男子！青山くん?), también conocida en inglés como Clean Freak! Aoyama kun, es una serie de manga escrita e ilustrada por Taku Sakamoto. Este ha dado origen a una serie de anime dirigida por Kazuya Ichikawa.

## Argumento
Aoyama es una joven promesa del fútbol japonés. Se destaca por su estilo "limpio" de juego. No barre a sus rivales ni cabecea la pelota. Sólo realiza tiros de línea utilizando guantes.Aoyama-kun es un joven genio del fútbol que juega como centrocampista para el equipo U-16 nacional. El problema es que también está obsesionado con la limpieza porque odia los gérmenes, lo que hace que sus compañeros de equipo vivan situaciones extremas con él incluso en mitad de los partidos. Una historia de amistad, de superar retos y ¡de ser el más limpio del mundo!

## Personajes

### Escuela Fujimi
Aoyama (青山?)
Kaoru Zaizen (財前 かおる Zaizen Kaoru?)
Moka Gotō (後藤 もか Gotō Moka?)
Kazuma Sakai (坂井 一馬 Sakai Kazuma?)
Jin Tsukamoto (塚本 仁 Tsukamoto Jin?)
Taichi Yoshioka (吉岡 太一 Yoshioka Taichi?)
Gaku Ishikawa (石川 岳 Ishikawa Gaku?)
Hikaru Tada (多田 光 Tada Hikaru?)
Kiyoshi Satō (佐藤 清 Satō Kiyoshi?)
Miwa Takei (武井 美和 Takei Miwa?)
Tsubasa Umeya (梅屋 翼 Umeya Tsubasa?)
Atsumu Ozaki (尾崎 篤夢 Ozaki Atsumu?)
Shion Narita (成田 紫苑 Narita Shion?)
Mio Odagiri (小田切 美緒 Odagiri Mio?)
Yuri Tamura (田村 百合 Tamura Yuri?)

### Escuela Oshigami-Minami
Akira Takechi (武智 彰 Takechi Akira?)
Seigo Ibuki (伊吹 誠吾 Ibuki Seigo?)
Kozue Kurata (倉田 梢 Kurata Kozue?)

### Escuela Takeda
Kana (カナ?)
Yōji Orihara (折原 洋二 Orihara Yōji?)

## Media

### Manga
Fue publicado por la revista Young Jump de la editorial Shūeisha. Tuvo un total de 13 tomos finalizando en la revista publicada el 4 de enero de 2018.

### Anime
La serie de anime ha sido adaptada por el Studio Hibari y televisada durante la temporada de verano de 2017 en Japón.

#### Equipo de producción
- Director: Kazuya Ichikawa
- Guionista: Midori Gotou
- Música: Hiroaki Tsutsumi y Tomotaka Ohsumi
- Diseño de personajes: Arisa Matsūra
- Dirección de arte: Mari Takada
- Dirección de animación: Haruna Nagata y Yusa Matsuura
- Director de sonido: Hajime Takakuwa
- Director de fotografía: Sena Nakagawa
- Diseño de color: Mio Takekawa
- Efectos de sonido: Yuusuke Inada

#### Episodios
| #  | Título                                                            | Fecha de Emisión Japón   |
| -- | ----------------------------------------------------------------- | ------------------------ |
|    |                                                                   |                          |
| 1  | «Aoyama-kun wa Kireizuki» (青山くんはキレイ好き)                  | 2 de julio de 2017       |
| 2  | «Aoyama-kun wa Oboeteru?» (青山くんは覚えてる？)                  | 9 de julio de 2017       |
| 3  | «Aoyama-kun ga Inai Riyū» (青山くんがいない理由)                  | 16 de julio de 2017      |
| 4  | «Narita-kun wa Himitsu ni Shiteiru» (成田くんは秘密にしている)    | 23 de julio de 2017      |
| 5  | «Tsukamoto-kun wa Uke ga Inochi» (塚本くんはウケが命)             | 30 de julio de 2017      |
| 6  | «Ozaki-kun ni wa Puraido ga Aru» (尾崎くんにはプライドがある)     | 6 de agosto de 2017      |
| 7  | «Odagiri-san wa Nakanaka Hairanai» (小田切さんはなかなか入らない) | 13 de agosto de 2017     |
| 8  | «Umeya-kun wa Nintai Tsuyoi» (梅屋くんは忍耐強い)                 | 20 de agosto de 2017     |
| 9  | «Miwa-chan wa Gasshuku ga Shitai» (美和ちんは合宿がしたい)        | 27 de agosto de 2017     |
| 10 | «Aoyama-kun wa Himitsu ga Ōi» (青山くんは秘密が多い)              | 3 de septiembre de 2017  |
| 11 | «Sakai-kun no Kamigata ga Kawatta» (坂井くんの髪型が変わった)     | 10 de septiembre de 2017 |
| 12 | «Aoyama-kun no Eranda Riyū» (青山くんの選んだ理由)                | 17 de septiembre de 2017 |

#### Reparto
| Personaje       | Seiyū Original (Japón) |
| --------------- | ---------------------- |
| Aoyama-kun      | Ryōtarō Okiayu         |
| Kaoru Zaizen    | Tomokazu Seki          |
| Moka Gotō       | Anzu Haruno            |
| Jin Tsukamoto   | Daisuke Sakaguchi      |
| Taichi Yoshioka | Hiroyuki Yoshino       |
| Kazuma Sakai    | Sōichiro Hoshi         |
| Akira Takechi   | Takehito Koyasu        |
| Miwa Takei      | Michiko Neya           |
| Mio Odagiri     | Mai Nakahara           |
| Gaku Ishikawa   | Noriaki Sugiyama       |
| Tsubasa Umeya   | Daisuke Namikawa       |

#### Banda sonora
- Opening: White por Bentham.
- Endings:
  - Taiyou ga Kureta Kisetsu (太陽がくれた季節) por Fujimi Koukou Soccer-bu (Ryōtarō Okiayu, Tomokazu Seki, Sōichiro Hoshi, Daisuke Sakaguchi, Hiroyuki Yoshino).
  - Taiyou ga Kureta Kisetsu (太陽がくれた季節) por Daisuke Sakaguchi (ep. 5).
- Otro: JUST GOAL MY WAY por Ryōtarō Okiayu (ep. 9).